# 楊廷蘭
楊廷蘭（1562年—？），字秀夫，號芳臺，江西南昌府南昌縣人，民籍，明朝政治人物。

## 生平
萬曆十三年（1585年）乙酉科江西鄉試五十七名舉人，萬曆十四年（1586年），登丙戌科會試九十一名，三甲第一百六十六名進士。刑部觀政，十二月授湖廣寶慶府推官，二十年十月選授吏科給事中。二十一年升工科右，巡视十庫，二十一年丁憂。二十五年補吏科左，管皇城、光禄寺，二十六年巡青，降廣東鹽課司副提舉。三十八年再貶懷遠典史。四十三年京察闲住。

## 家族
曾祖父楊仕武；祖父楊天祐；父楊海應。母羅氏。具慶下。弟楊廷桂、楊廷梧。